# Буняковский, Всеволод Викторович
Буняковский, Всеволод Викторович (5 [17] апреля 1875 — 1925) — российский военный деятель, генерал-майор, участник Первой мировой войны и Белого движения на юге России.

## Образование
1-й кадетский корпус (1892), Николаевское инженерное училище (1895, 1-й разряд, из юнкеров подпоручиком со ст. 7.08.1893 в 17-й сапёрный батальон), Николаевская академия Генерального штаба (1902, 1-й разряд)

## Чины
Вступил в службу 1 октября 1892 года, подпоручик со старшинством от 7 августа 1893 года (Выс. пр. 12 августа 1895), поручик (ст. 7 августа 1897), штабс-капитан (ст. 7 августа 1901), капитан (ст. 28 мая 1902), подполковник (ст. 22 апреля 1907), полковник за отличие по службе со старшинством от 10 апреля 1911 (Выс. пр. 1911), генерал-майор (ст. 9 августа 1915).

## Прохождение службы
В 17-м сапёрном батальоне с 12 августа 1895 по 6 ноября 1904 года. Обучался в Николаевской академии Генерального штаба (1899—1902), после причислен к Генеральному штабу (1902). В том же году отбывал лагерный сбор в Московском военном округе, отбывал цензовое командование ротой в 200-м пехотном резервном Ижорском полку с 1 ноября 1902 по 1 мая 1904 года. 6 ноября 1904 переведён в Генеральный штаб, где до 12 мая 1905 года состоял обер-офицером для поручений при штабе Московского военного округа, в прикомандировании к Александровскому военному училищу для преподавания военных наук с 12 мая 1905 по 29 октября 1909 года. Штаб-офицер для поручений при штабе Виленского военного округа с 29 октября 1909 по 11 августа 1910 года. Штаб-офицер для поручений при командующем войсками Виленского военного округа с 11 августа 1910 по 8 января 1912 года. Заведующий обучающимися в Императорской Николаевской военной академии с 8 января 1912 (— после 1 июня 1914).
Во время Первой мировой войны — и. д. начальника штаба 57-й пехотной дивизии (с 14.09.1914; на 18.03.1915). Командир 225-го пехотного Ливенского полка (на 01.04.1915, 21.04.1915). Состоял при Александровском военном училище для преподавания военных наук (с 20.11.1915; на 03.01.1917 в должности), и.д. начальника Николаевского военного училища на время войны (с 03.02.1917).
Во время Гражданской войны состоял в Киевском центре Добровольческой армии (с 25.11.1918; утв. 02.02.1919 в резерв при центре).
Затем был в эмиграции в Югославии.
- Дата и место смерти точно неизвестны. По другим данным, его переписка в эмиграции обрывается в 1928 году из города  Великая Градишта (Сербия).

## Награды
- Орден Святого Станислава 3-й степени (1907)
- Орден Святой Анны 3-й степени (06.12.1910)
- Орден Святого Станислава 2-й степени (06.12.1913)
- Георгиевское оружие (ВП 18.03.1915)
- Орден Святого Владимира 4-й степени с мечами и бантом (ВП 01.04.1915)
- Орден Святого Владимира 3-й степени с мечами (ВП 21.04.1915)
- Орден Святой Анны 2-й степени с мечами (утв. ВП 24.05.1916).

## Труды
- Буняковский В. В. Балканская война. 2 книги. Тир. 5 экз. М., Изд-во В. Секачев 2013. 448 с.
- Буняковский В. В. Список работ по опыту Русско-Японской войны[1]
- Буняковский В. В. Борьба за укрепленные позиции по опыту текущей войны. Петроград, 1915. Издание В. А. Березовский, 48 с. со схемами.[1]
- Свечников М. С., Буняковский В. В. Оборона крепости Осовец во время второй, 6,5-месячной, осады её. — Петроград: Тип. Николаевской военной академии, 1917. — 59 с.